# Грав

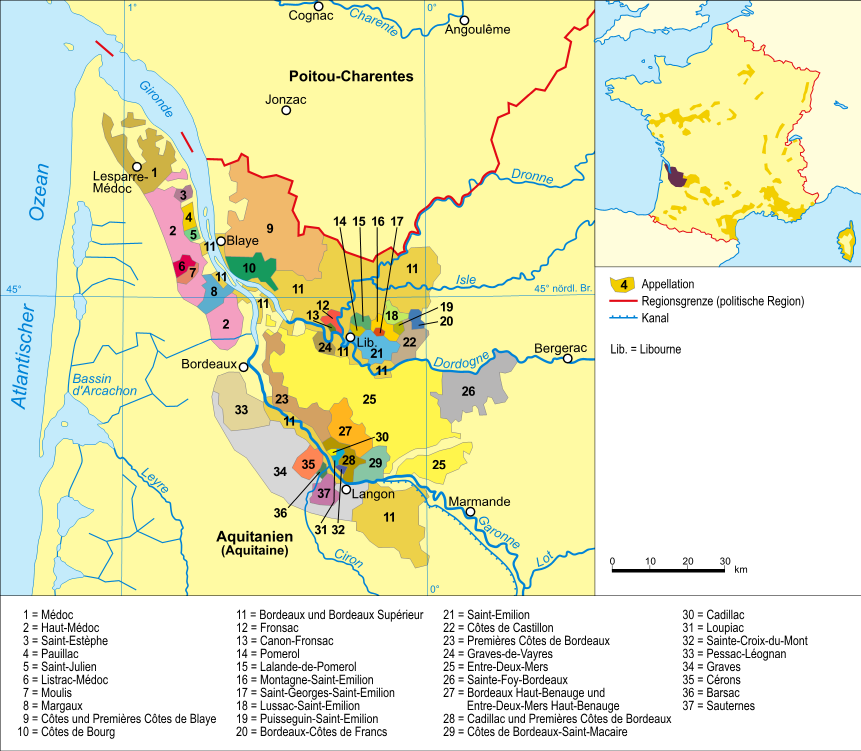
Карта аппеллясьонов Бордо. Субрегион Грав представлен на карте номерами 33-37.

Грав (фр. Graves) — винодельческий субрегион на юго-западе Франции в составе региона Бордо. Единственный субрегион Бордо, который одинаково славится как красными и белыми сухими винами, так и белыми сладкими винами, однако преимущественно на его территории специализируются на сухих красных. Название субрегиону дал особый состав почв с богатой примесью гравия.
Graves AOC является официальным субрегиональным аппеллясьоном, охватывающим большую часть региона, но не всю его площадь.

## География
Грав находится на левом берегу Гаронны, растянувшись на 60 километров между Бордо и Лангоном. С запада область ограничена болотами, а с востока — крупнейшим заповедным лесным массивом Франции. За счёт особого состава почвы виноград в Граве созревает на 2-3 недели раньше, чем в других субрегионах Бордо: гравий за день нагревается на солнце, а в ночное время медленно отдает тепло лозам. В основном произрастают сорта Каберне-совиньон (главный сорт), Каберне-фран, Мерло (занимает второе место по объёмам выращивания), Совиньон-блан, Мальбек, Пти вердо, Семильон, Мюскадель. В 1990-е гг. под красные сорта винограда было отведено примерно 53 % территории Грава, производство белых вин сокращается.
В состав субрегиона входят ещё несколько винодельческих областей, имеющих статус самостоятельных аппеллясьонов или более мелких по площади винодельческих субрегионов: Пессак и Леоньян (англ. Pessac-Léognan), Сотерн (единственный субрегион представленный в первой категории белых вин по официальной классификации вин Бордо 1855 года хозяйством Шато д’Икем), Барсак и Серон.

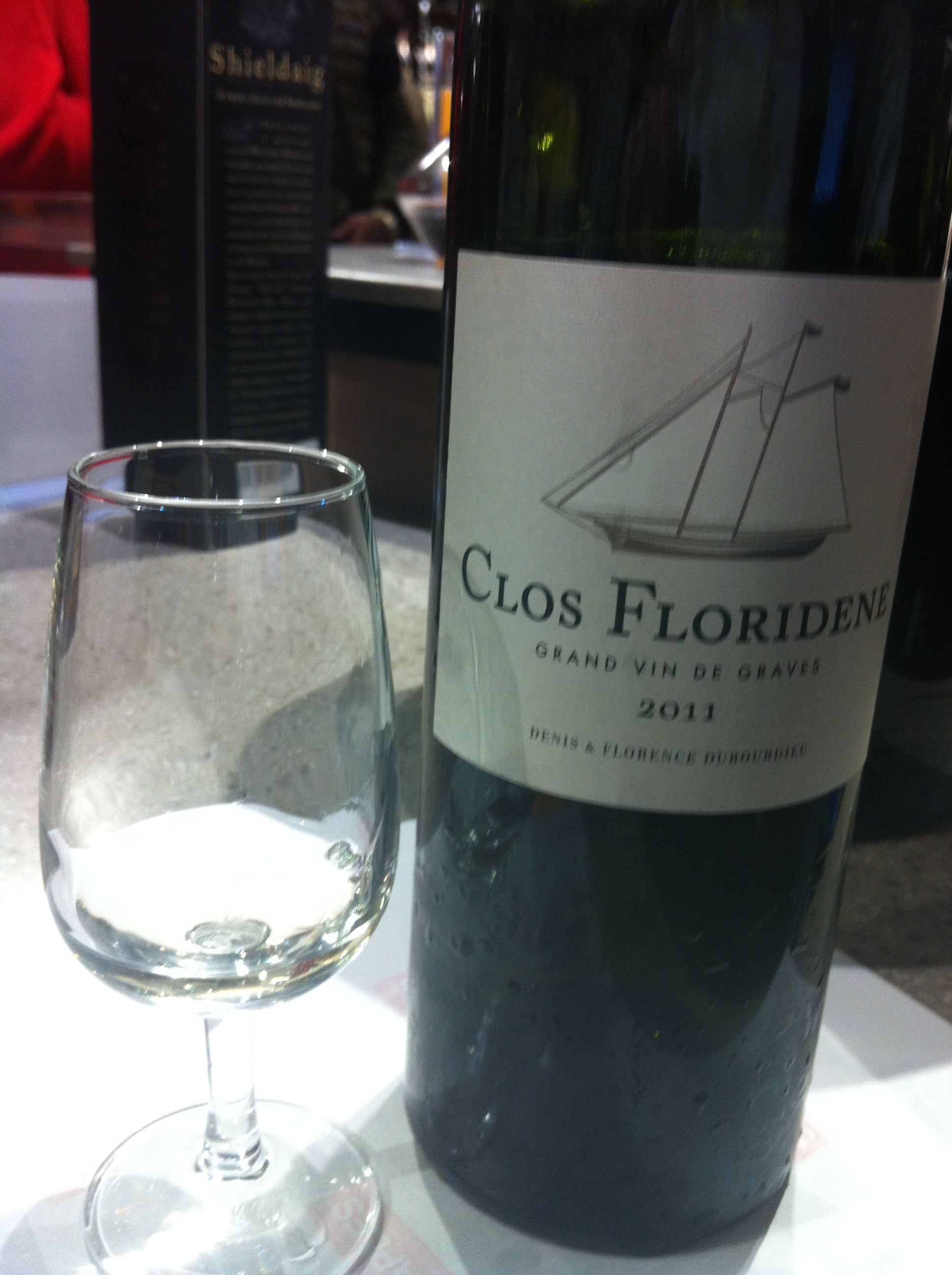
Белое Бордо из Грава от Clos Floridene, винодельческой компании семьи

Известные винодельческие коммуны:
- Сотерн (фр. Sauternes (Gironde))
- Леоньян
- Кадожак
- Таланс
- Пессак
- Мартийак
- Портет (фр. Portets)
- Сен-Морийон (фр. Saint-Morillon)

## История
Виноградники Грава берут своё начало со времён Римской империи, а вино получило популярность в эпоху Высокого Средневековья, в XII—XIII веках, когда вывозилось в Англию под названием кларет, позднее ведущее шато Грава — Шато О-Брион — стало пионером продвижения вин «нового бордоского стиля», а его продукция — первым широко экспортируемым вином из Бордо. Однако в XIX—XX веках регион во многом утратил былую популярность среди ценителей вина за счёт выделения отдельной области Пессак и Леоньян, а также в результате индустриализации региона, приведшей к гибели почти 7 тысяч гектаров винограда. Ранее вина Грава также потеряли популярность после начала освоения земель в бордоском регионе Медок, исторически более молодом в плане виноделия, так как до XVIII века местность была болотистой и не подходила для выращивания винограда.
Шато Пап Клеман в начале XIV века стало первым шато во всём Бордо, прославившемся как винодельческое. Его основателем является 195-й Папа Римский Климент V.

## Классификация
Согласно официальной классификации вин Бордо 1855 года, только одно хозяйство из региона Грав было занесено в документ и получило первую категорию (Крю) по красным винам, это Шато О-Брион (остальные три хозяйства первой категории красных вин представляли Медок). В 1973 году из категории второй в первый разряд перешло ещё одно хозяйство из Медока — Шато Мутон-Ротшильд. Белые же представлены широко хозяйствами аппеллясьонов Сотерн и Барсак. Классификация вин Грава имеет ряд особенностей, одна из которых заключается в том, что вина, включённые в список официальных, не разделяются по классам и являются априори равными категории Graves Cru Classe. Документ был впервые составлен в 1953 году Национальным институтом по прохождению контроля и качества, но был пересмотрен и утверждён в 1959 году. В этом списке есть три группы хозяйств, выпускающих вино Graves Cru Classe (всего 16 шато, все из аппеллясьона Пессак и Леоньян):
- производители красных вин (7 шато);
- производители красных и белых вин (6 шато);
- производители белых вин (3 шато).

Для сухих красных и белых вин для виноградников используется номенклатура «Грав», для десертных вин белых сортов — «Грав Супериор» (Superieures Graves).

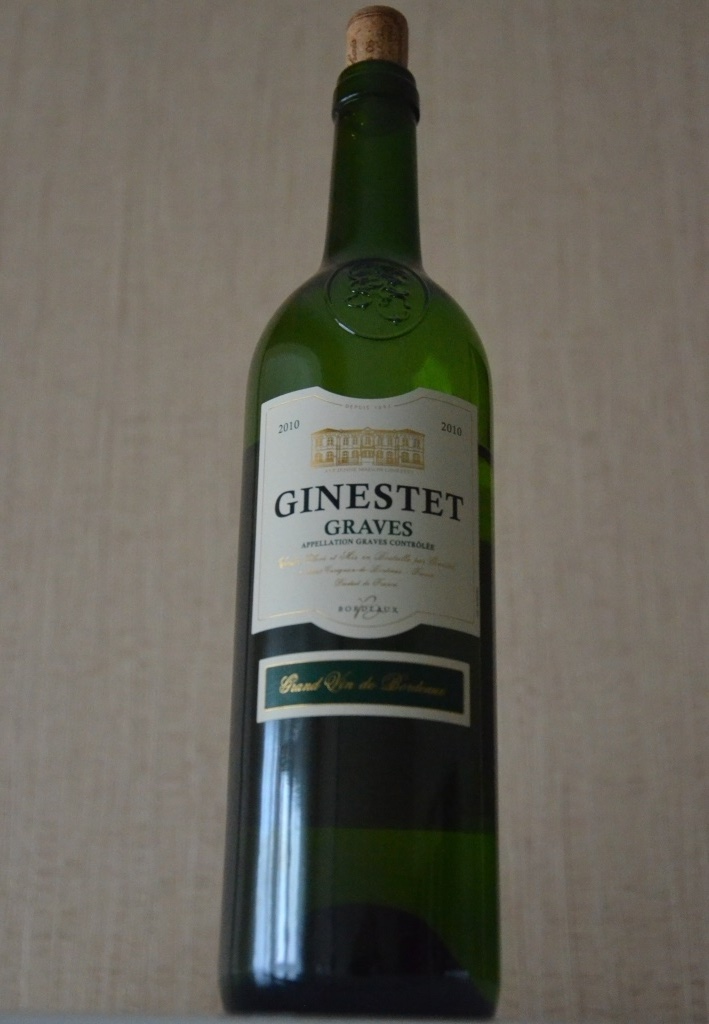
Вино из Грава производства компании Ginestet

На территории Грава действуют и другие крупные и гаражные винодельческие компании, не включённые в список классифицированных хозяйств 1959 года.
В 1987 году северная часть Грава, Пессак и Леоньян, где производится Шато О-Брион, получила статус самостоятельного винодельческого субрегиона, однако продукция северных территорий по-прежнему относится к числу вин Грава. А вот вина других субрегионов, географически расположенных внутри Грава, таких как Сотерн (коммуна), Барсак и Серон, во внутреннюю классификацию не включены, однако же представляют Грав в официальной классификации вин Бордо 1855 года.
Согласно данным Контроля подлинности происхождения, на территории Грава действуют следующие аппеллясьоны:
- Грав (винодельческий аппеллясьон). Основной аппеллясьон субрегиона. В 2004 году виноградники Graves AOC занимали площадь 3100 гектаров.
- Graves Supérieures AOC. Занимает ту же территорию, что и Graves AOC, однако аппеллясьон специализируется на десертных белых винах. В 2004 году виноградники Graves Supérieures AOC занимали площадь 500 гектаров.
- Пессак и Леоньян (англ. Pessac-Léognan) AOC. Находится на юге от города Бордо и является родиной известнейшего в Граве хозяйства — Шато О-Брион, а также и значительной части других вин из внутренней классификации вин Грава, например Шато Ля Миссьон О-Брион. На земле аппеллясьона находятся густые сосновые леса, многие виноградники окружены хвойными лесами. Статус самостоятельного аппеллясьона получил в 1987 году.
- Сотерн (англ. Sauternes, Gironde) AOC и Барсак AOC. Первый аппеллясьон славится винами Сотерн, хозяйством Шато д’Икем. Барсак, расположенный по соседству, также производит вина Сотерн, но чуть менее выразительные, и вина под маркой Barsac AOC. Известные хозяйства: Шато Клименс и Шато Куте. Сладость вин во многом вызвана влиянием на виноградники Барсака и Сотерна Ботритиса серого, используемого в виноделии для получения сырья с повышенной сахаристостью: осенью в районе реки Сирон, притока Гаронны, стоят туманы, способствующие росту грибка и концентрации сахара в ягодах. Урожайность этих двух аппеллясьонов намного более низкая, чем в других субрегионах Бордо, сборка ягод проводится вручную, по объёмам выходит примерно пятая или даже шестая часть по сравнению с тем, что собирают на тех же площадях в других бордоских землях. Многие производители Барсака и Сотерна разорились или занимаются производством с большими убытками, развитию виноделия в регионе не способствует даже высокая стоимость вина, изготовленного в аппеллясьоне.
- Серон AOC. Также производит десертные вина наподобие Сотерна, но в отличие от виноделов аппеллясьона Барсак, виноделы Серона не могут называть свои вина сотернами, так что их продукция автоматически становится более дешёвой. В то же время по качеству эти вина превосходят вина Graves Supérieures AOC.

### Классификация 1959 года

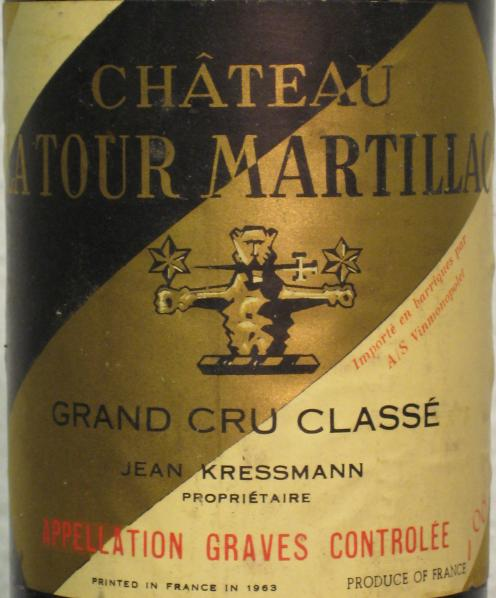
Вино Château Latour-Martillac из списка вин Грава высочайшего качества

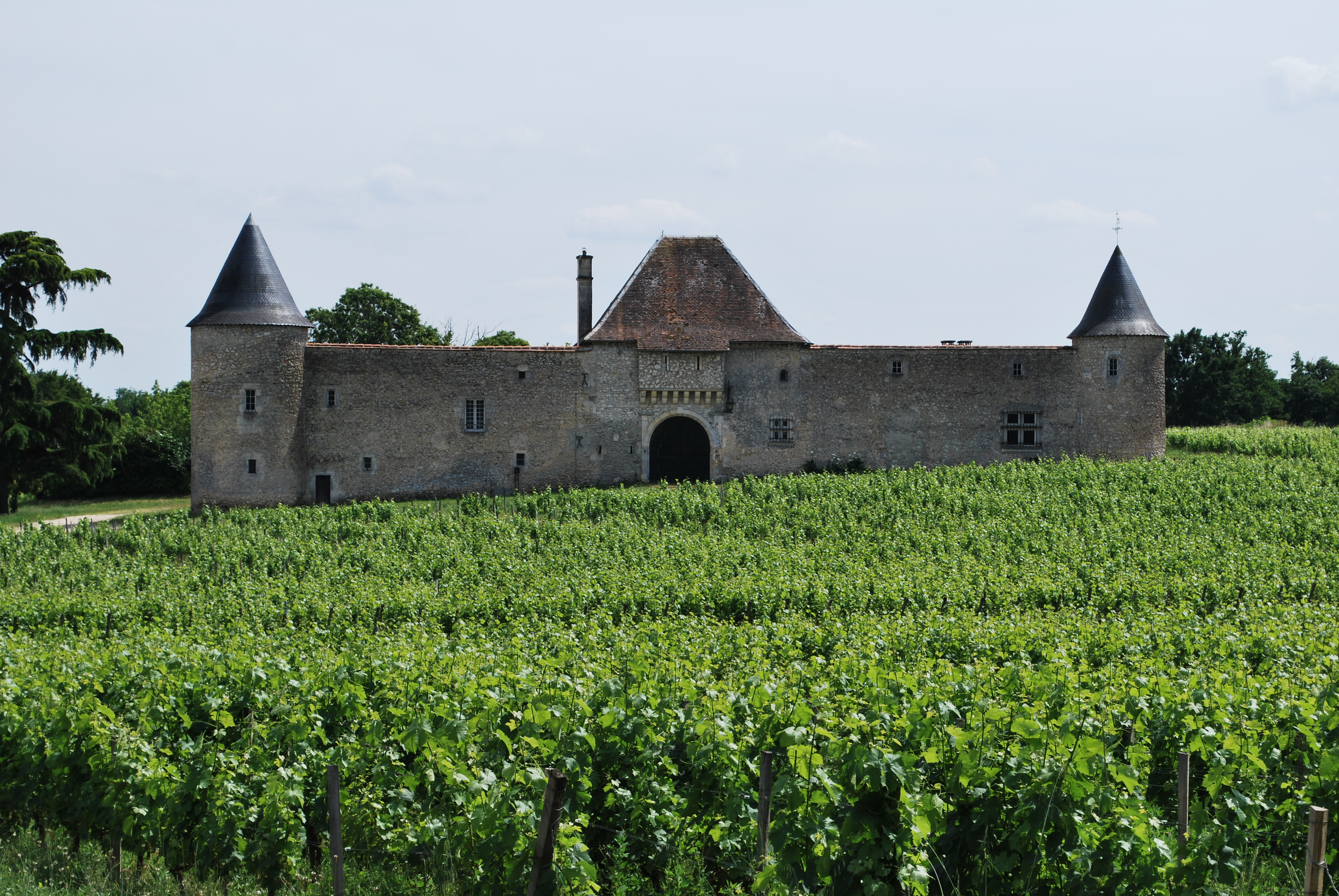
Шато в коммуне Кадожак на севере Грава в аппеллясьоне Пессак и Леоньян

| Марка                                                | Коммуна         | Вид вина        |
| ---------------------------------------------------- | --------------- | --------------- |
| Шато Буско                                           | Кадожак         | красное и белое |
| Шато Карбонньё                                       | Леоньян         | красное и белое |
| Домен де Шевалье                                     | Леоньян         | красное и белое |
| Шато Куэн                                            | Вильнав-д’Орнон | белое           |
| Шато Куэн-Люртон                                     | Вильнав-д’Орнон | белое           |
| Шато де Фьёзаль                                      | Леоньян         | красное         |
| Шато О-Байи                                          | Леоньян         | красное         |
| Шато О-Брион[a]                                      | Пессак          | красное         |
| Шато Латур-Мартийак (англ. Château Latour-Martillac) | Мартийак        | красное и белое |
| Шато Лавиль О-Брион                                  | Таланс          | белое           |
| Шато Малартик-Лагравьер                              | Леоньян         | красное и белое |
| Шато Ля Миссьон О-Брион                              | Пессак          | красное         |
| Шато Оливье                                          | Леоньян         | красное и белое |
| Шато Пап Клеман                                      | Пессак          | красное и белое |
| Шато Смит О-Лафитт                                   | Мартийак        | красное         |
| Шато Ля Тур О-Брион                                  | Таланс          | красное         |